# Art Zoyd
Gli Art Zoyd sono un gruppo musicale francese.

## Storia
Auto-definendosi "unità" avant-prog, i francesi Art Zoyd si formano nel 1969 per volere del bassista Thierry Zaboitzeff, del percussionista Jean-Pierre Soarez e del violinista Gérard Hourbette, con il chitarrista Rocco Fernandez, la pianista Patricia Dallio, il percussionista Daniel Denis (che in seguito ha formato gli Univers Zero), e una formazione mutevole di mezza dozzina di strumentisti aggiuntivi. 
Nel 1975 Zaboitzeff rilevò il gruppo e ne cambiò la direzione musicale. Il personale sarebbe stato ristretto a due violini, basso elettrico e tromba, come dimostra il loro lungometraggio di debutto Symphonie Pour le Jour Ou Bruleront les Cités (autoprodotto nel 1976). 
La sua accoglienza valse loro la posizione di apertura in un tour con i Magma. Pubblicato nel 1979, Musique Pour l'Odyssée ha segnato il loro debutto con la francese Atem Records e ha ampliato la formazione in studio includendo sassofono, violoncello, viola, percussioni, oboe e fagotto. Nello stesso anno, Art Zoyd si unì al movimento Rock in Opposition (fondato da Chris Cutler e Franco Fabbri), che comprendeva anche Univers Zero, Henry Cow, Art Bears, Samla Mammas Manna, Stormy Six.

### Anni '80
A partire dal 1980 gli Art Zoyd cominciano a girare in tutta Europa per circa quattro anni. Nel 1982, l'acclamato Phase IV fu pubblicato su Recommended Records, consolidando il loro posto tra le band europee sulla scena della musique nouvelles, che gli "osservatori" di lingua inglese classificarono come avant-prog o art rock. Les Espaces Inquiets seguì nel 1983 e l'anno successivo Zaboitzeff pubblicò il suo album di debutto da solista, Prométhée. La colonna sonora del balletto Le Mariage du Cial et de l'Enfer di Roland Petit, pubblicato nel 1985, segnò una svolta per Art Zoyd, che iniziò ad immergersi nella ricerca, creando musica per arti visive (sia danza che teatro) e performance colonne sonore dal vivo per film muti. Nel 1988 saranno invitati a creare una colonna sonora dal vivo per il classico del cinema muto il Nosferatu di F.W. Murnau . Una versione in studio è stata rilasciata nel 1990 su Ear-Rational Records.

### 1990/2000
Con un gruppo a rotazione continua, Zaboitzeff e Hourbette hanno continuato negli anni '90 a girare fra Europa, Stati Uniti, Messico e l'Australia. Hanno composto la musica per il Faust di Murnau, che è stato pubblicato come colonna sonora nel 1996 su Atonal. Un anno dopo, la loro colonna sonora per il film Häxan di Benjamin Christensen del 1921, è stata pubblicata con il plauso universale della critica. Nello stesso anno, Zaboitzeff lascia il gruppo (fino a una reunion del 2014), spostando l'attenzione di Art Zoyd più sulla collaborazione con altri compositori e artisti. Tra i loro collaboratori c'erano Gerard Pape, Heiner Goebbels e Luc Ferrari. Il live Ubique arriva nel 2001, eseguito da un enorme ensemble tra cui Hourbette, Dallio, Denis e Mireille Bauer e l'ex-Gong di Pierre Moerlen. C'erano 13 chitarristi e 13 batteristi tra il personale.
Un anno dopo, Art Zoyd, con l'Ensemble Musiques Nouvelles, pubblica "Expériences de Vol" , un set di tre dischi di esibizioni e scritture di 13 compositori diversi tra cui David Shea, Jean-Luc Fafchamps, Giovanni Sollima, Ryoji Ikeda e Hourbette. È stato il primo ingresso in un progetto di collaborazione a lungo termine con l'Ensemble Musiques Nouvelles che alla fine ha fruttato circa 50 composizioni / performance - prima suonate dal vivo e poi registrate. Sempre nel 2002, gli Art Zoyd hanno pubblicato la colonna sonora registrata per Metropolis di Fritz Lang. La musica era stata eseguita dal vivo con una stampa del film appena restaurata. Conteneva nuove composizioni di Hourbette, Kasper Toeplitz (che si è unito alla band come compositore part-time) e Dallio. Nell'ambito del Festival Lille 2004 presentano in anteprima Armageddon, la prima operetta per robot. Il brano è stato realizzato in collaborazione con l'Ensemble Musiques Nouvelles e l'ingegnere di robotica Louis-Phillippe Demers. Les Champs des Larmes, un oratorio elettronico di Hourbette e Toeplitz con immagini di Dominik Barbier, ha debuttato nel 2006; la sua colonna sonora è stata pubblicata da In-Possible Records. Due anni dopo, l'etichetta pubblica la colonna sonora del concerto della band per il film di Jean Epstein La caduta della casa Usher, tratto dal racconto di E.A.Poe)

### 2010-oggi
Nel 2011 registrano la colonna sonora per il progetto Eyecatcher: Man with a Movie Camera, presentato nel 2007 utilizzando il film muto sperimentale del 1929 di Dziga Vertov e immagini generate al computer di Cecile Babiole.
Nel 2012, la colonna sonora di Armageddon è stata pubblicata su In-Possible, e la musica di Dangerous Visions, con l'Orchestre national de Lille diretta da Jean-Claude Casadesus, arriva nel 2017. Nello stesso anno Cuneiform Records ha pubblicato una massiccia retrospettiva di Art Zoyd intitolata 44 1/2 Live + Unreleased Work che consiste in registrazioni audio di performance dal vivo inedite; tracce demo e sperimentali in studio e riprese video che toccano vari film, TV e opere teatrali. Sono inclusi 12 dischi audio e due video. Cronologicamente, ha coperto la storia di Art Zoyd dal 1969 fino al loro concerto di 44 anni e mezzo al festival Rock in Opposition 2015 a Le Garric, in Francia.
Il 4 maggio 2018, Gérard Hourbette è morto all'età di 64 anni.